# Sportovní gymnastika na Letních olympijských hrách 1896
Sportovní gymnastika na Letních olympijských hrách 1896 probíhaly 9. dubna do 11. dubna 1896. Soutěží se celkem zúčastnilo 71 mužů z 8 zemí.

## Medailisté

### Muži
| Soutěž            | Zlato | Stříbro                                                                                   | Bronz                                                                                  |
| ----------------- | --- | ----------------------------------------------------------------------------------------- | -------------------------------------------------------------------------------------- |
| Hrazda            | Hermann Weingärtner · Německo (GER) | Alfred Flatow · Německo (GER)                                                             | nebyl udělen                                                                           |
| Bradla            | Alfred Flatow · Německo (GER) | Louis Zutter · Švýcarsko (SUI)                                                            | nebyl udělen                                                                           |
| Kůň našíř         | Louis Zutter · Švýcarsko (SUI) | Hermann Weingärtner · Německo (GER)                                                       | nebyl udělen                                                                           |
| Kruhy             | Ioannis Mitropulos · Řecko (GRE) | Hermann Weingärtner · Německo (GER)                                                       | Petros Persakis · Řecko (GRE)                                                          |
| Šplh na laně      | Nikolaos Andriakopulos · Řecko (GRE) | Thomas Xenakis · Řecko (GRE)                                                              | Fritz Hofmann · Německo (GER)                                                          |
| Přeskok           | Carl Schuhmann · Německo (GER) | Louis Zutter · Švýcarsko (SUI)                                                            | Hermann Weingärtner · Německo (GER)                                                    |
| Bradla – družstvo | Německo (GER) · Konrad Böcker · Alfred Flatow · Gustav Flatow · Georg Hillmar · Fritz Hofmann · Fritz Manteuffel · Karl Neukirch · Richard Röstel · Gustav Schuft · Carl Schuhmann · Hermann Weingärtner | Řecko · Nikolaos Andriakopulos · Spyros Athanasopoulos · Petros Persakis · Thomas Xenakis | Řecko · Ioannis Chrysafis · Ioannis Mitropulos · Dimitrios Lundras · Filippos Karvelas |
| Hrazda – družstvo | Německo (GER) · Konrad Böcker · Alfred Flatow · Gustav Flatow · Georg Hillmar · Fritz Hofmann · Fritz Manteuffel · Karl Neukirch · Richard Röstel · Gustav Schuft · Carl Schuhmann · Hermann Weingärtner | nebylo uděleno                                                                            | nebyl udělen                                                                           |

## Přehled medailí
| Pořadí | Země      | Zlato | Stříbro | Bronz | Celkově |
| ------ | --------- | ----- | ------- | ----- | ------- |
| 1.     | Německo   | 5     | 3       | 2     | 10      |
| 2.     | Řecko     | 2     | 2       | 2     | 6       |
| 3.     | Švýcarsko | 1     | 2       | 0     | 3       |
| Celkem | Celkem    | 8     | 7       | 4     | 19      |